# Octavador
Efecto Octavador El sonido proporcionado por este pedal, es extremadamente característico, debido a que emula la nota que está siendo tocada por el guitarrista, en una octava más grave o más aguda (según como ha sido programado), sumado al sonido de la nota original, es decir, parecerían dos guitarras sonando idénticamente, en diferentes partes del diapasón de la guitarra.
Uno de los primeros músicos populares para emplear el efecto de octava era Jimi Hendrix, quien también utiliza una variedad de otros efectos en sus grabaciones y actuaciones públicas.
Este efecto es muy usado por guitarristas al crear riffs prominentes como puede verse en  Blue Orchid de The White Stripes.
Otro ejemplo se encuentra en el solo de la canción Fool In the Rain de Led Zeppelin y en las canciones del dúo británico Royal Blood.
- Datos: Q3306861
- Multimedia: Guitar pedalboards / Q3306861